# Nymphargus laurae
Espèce
Statut de conservation UICN

 CR B2ab(iii) : 
En danger critique
Nymphargus laurae est une espèce d'amphibiens de la famille des Centrolenidae.

## Répartition
Cette espèce est endémique de la province d'Orellana en Équateur. Elle se rencontre à 500 m d'altitude sur le versant Est du volcan Sumaco dans la cordillère Orientale.

## Description
Le mâle holotype mesure 19,9 mm

## Étymologie
Cette espèce est nommée en l'honneur de Laura Heredia, la grand-mère de Diego Francisco Cisneros-Heredia.

## Publication originale
- Cisneros-Heredia & McDiarmid, 2007 : Revision of the characters of Centrolenidae (Amphibia: Anura: Athesphatanura), with comments on its taxonomy and the description of new taxa of glassfrogs. Zootaxa, no 1572, p. 1-82 (texte intégral).